# Municipio de Juan Rodríguez Clara
El municipio de Juan Rodríguez Clara es uno de los 212 municipios en que se encuentra dividido el estado mexicano de Veracruz. Se encuentra ubicado en la zona sur del estado en la región llamada Papaloapan. Su cabecera es la población de Juan Rodríguez Clara.

## Geografía
Juan Rodríguez Clara se encuentra localizado en el suroeste del estado de Veracruz, en las amplias llanuras que constituyen la denominada región del Papaloapan. Tiene una extensión territorial de 995,294 kilómetros cuadrados y su altitud fluctúa entre un mínimo de 10 y un máximo de 200 metros sobre el nivel del mar. Sus coordenadas geográficas extremas son 17° 45' - 18° 12' de latitud norte y 95° 11' - 95° 32' de longitud oeste.
El territorio municipal limita al norte con el municipio de Hueyapan de Ocampo, al noroeste y oeste con el municipio de Isla, al suroeste con el municipio de Playa Vicente, al sureste y este con el municipio de San Juan Evangelista y al noreste con el municipio de Acayucan.

## Demografía
De acuerdo al Censo de Población y Vivienda, realizado en 2010 por el Instituto Nacional de Estadística y Geografía, el municipio posee una población de 37 193 habitantes, de los que 18 326 son hombres y 18 867 son mujeres.

### Localidades
El municipio tiene un total de 262 localidades. Las principales localidades y su población en 2010 son las siguientes:
| Localidad               | Población |
| Total Municipio         | 37 193    |
| Juan Rodríguez Clara    | 14 628    |
| Los Tigres (San Marcos) | 3 425     |
| Nopalapan               | 2 073     |
| Huayacanes              | 1 279     |
| El Blanco               | 1 120     |
| Casas Viejas            | 883       |

## Política
El gobierno del municipio de Juan Rodríguez Clara está a cargo de su Ayuntamiento; que es electo mediante voto universal, directo y secreto para un periodo de tres años que son renovables únicamente para el periodo inmediato posterior de la misma duración. Está integrado por el presidente municipal, un síndico único y el cabildo conformado por cinco regidores, dos electos por mayoría relativa y tres por el principio de representación proporcional. Todos entran a ejercer su cargo el día 1 de enero del año siguiente a su elección.
El municipio de Juan Rodríguez Clara fue creado por decreto del Congreso de Veracruz de 22 de diciembre de 1960, segregándolo del territorio del municipio de San Juan Evangelista.

### Subdivisión administrativa
Para su régimen interior, el municipio de Juan Rodríguez Clara se divide en dos agencias municipales, cuyos titulares son electos mediante voto universal, directo y secreto en procesos organizados por el Ayuntamiento.
Las dos agencias son:
- Nopalapan
- Los Tigres

### Representación legislativa
Para la elección de diputados locales al Congreso de Veracruz y de diputados federales a la Cámara de Diputados federal, el municipio de Juan Rodríguez Clara se encuentra integrado en los siguientes distritos electorales:
Local:
- Distrito electoral local de 24 de Veracruz con cabecera en Santiago Tuxtla,.[5]

Federal:
- Distrito electoral federal 17 de Veracruz con cabecera en Cosamaloapan.[6]

### Presidentes municipales
- (1961 - 1964): Miguel Mújica Reyes
- (1964 - 1967): Pablo Manzur Assad
- (1967 - 1970): Rogelio Cartas Cortés
- (1970 - 1973): Ignacio Rodríguez Barrera
- (1973 - 1976): Mariano Landa Gómez
- (1976 - 1979): Concejo Municipal
- (1979 - 1982): Miguel Landa Gómez
- (1982 - 1985): Ana López Sánchez
- (1985 - 1988): Omar Manzur Assad
- (1988 - 1991): René Navarrete Ortega
- (1992 - 1994): Felix Vargas Maldonado
- (1995 - 1997): Sergio Manzur Navarrete,
- (1998 - 2000): José Luis Peláez Hernández
- (2001 - 2004): Rubén Constantino Fierro
- (2005 - 2007): Rafael Rodríguez González
- (2008 - 2010): Amanda Gasperín Balbuena
- (2011 - 2013): Zenón Rodríguez Ortiz  suplente del electo Gregorio Barradas Miravete, asesinado antes de tomar posesión.[7]
- (2014 - 2017): Amanda Gasperín Bulbarela
- (2018 - 2021): Sergio Manzur Navarrete
- (2022 - 2025): Eric Rodríguez Barcenas